# Аліда Валлі
Аліда Марія Лаура Альтенбургер баронеса фон Маркенштейн і Фрауенберг (нім. Alida Maria Laura Altenburger baroness von Marckenstein und Frauenberg), відома як Аліда Валлі (італ. Alida Valli, 31 травня 1921, Пула, Хорватія — 22 квітня 2006, Рим, Італія) — італійська акторка, співачка та кінорежисерка. Одна з найяскравіших «зірок» повоєнного італійського кінематографа.

## Життєпис
Народилася в сім'ї австрійського барона, журналіста, професора філософії й матері-італійки. 
У кіно дебютувала в 1934 році у13-річному віці. У 1936 році зіграла роль дівчинки у фільмі режисера Е. Гуацонні «Два сержанти». Навчалася в Експериментальному кіноцентрі в Римі. Грала в другорядних фільмах, але зуміла стати однією з популярних акторок передвоєнного італійського кіно. Зовнішність акторки відразу привернула увагу кінематографістів. Отримала Кубок Вольпі на МКФ у Венеції за роль Луїзи Ріггі Майрон у фільмі Маріо Сольдаті «Маленький старовинний світ» (1941). 
1944 року одружилася з Оскаром де Мехо. Мала двох синів.
Психологічно точно створила образ Євгенії Гранде в екранізації однойменного роману Бальзака (1947, Премія «Срібна стрічка», 1947).
У 1947—1951 роках працювала в Голлівуді, куди емігрувала з фашистської Італії разом із чоловіком Оскаром Де Мейо. Виконала головну роль Маддалене Анни Парадайн у трилері Альфреда Гічкока «Справа Парадайна» (1947), зіграла у фільмі Керола Ріда «Третя людина» (1949).

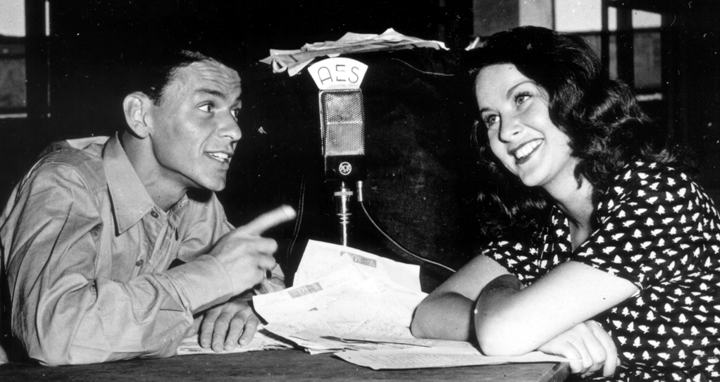
Аліда Валі з Френком Сінатрою на радіо (1944).

У США Аліда Валлі зіграла в чотирьох фільмах. Її називали другою Гретою Гарбо. Одну зі своїх найкращих ролей — трагедійний образ графині Лівія Серп'єрі, аристократки, яка зрадила батьківщину через любов до австрійського офіцера-окупанта, виконала в історичній мелодрамі Лукіно Вісконті «Почуття» (1954). 
У 1964 році номінувалася на «Золотий глобус» за роль італійки у фільмі мексиканського режисера Ізмаеля Родрігеса «Паперовий чоловічок» (1963). Інші значні ролі Аліди Валлі: Тереза в драмі режисера Анрі Кольпі «Настільки тривала відсутність» (1961), Ірма у фільмі Мікеланджело Антоніоні «Крик/Розпач» (1957), Меропа в картині П'єра Паоло Пазоліні «Цар Едіп» (1967). Аліда Валлі створила реалістичні, масштабні і глибокі образи у фільмах видатного італійського режисера Бернардо Бертолуччі: Драйф у любовній драмі «Стратегія павука» (1970), синьйора Пьоцці в історичному полотні «Двадцяте століття» (1976), мати Джузеппе в драмі «Місяць» (1979). 
Останньою роллю Аліди Валлі в кіно стала дена Каталіна у фільмі «Святий тиждень» (2002) іспанського режисера Пепе Данкара.
Син, Карло Де Мейо — актор і режисер. П'єрпаоло Де Мейо — онук Аліди Валлі.

## Фільмографія
- 1936 — Два сержанти / I due sergenti
- 1937 — Жорстокий саладін / Il feroce Saladino
- 1940 — Манон Леско / Manon Lescaut — Манон Леско
- 1940 — За кохання / Oltre l'amore — Ваніна Ваніні
- 1941 — Маленький старовинний світ / Piccolo mondo antico — — Луїза Рігі Маріоні
- 1941 — Урок хімії о 9 годині / Ore 9 lezione di chimica — Анна Кампольмі
- 1941 — Таємний коханець / L'amante segreta — Рената Крочі
- 1942 — Ми, живі / Noi vivi — Кіра Аргунова
- 1942 — Сьогодні нічого нового / Stasera niente di nuovo — Марія
- 1943 — Смійся, блазень! / I pagliacci — Джулія
- 1943 — Я буду кохати тебе завжди / T'amerò sempre — Адріана
- 1943 — Зовнішній вигляд / Apparizione — Андреїна
- 1947 — Євгенія Гранде / Eugenia Grandet — Євгенія Гранде
- 1947 — Справа Парадайна / The Paradine Case / — Місіс Маддалена Анна Парадайн
- 1948 — Диво дзвонів / The Miracle of the Bells
- 1949 — Третя людина / The Third Man — Анна Шмідт
- 1951 — Дива трапляються один раз / Les Miracles n'ont lieu qu'une fois — Клаудія
- 1953 — Ми — жінки / Siamo donne
- 1953 — Закохані з Толедо / Les Amants de Tolède
- 1954 — Рука незнайомця / La Mano dello straniero — Роберта Глекович
- 1954 — Почуття / Senso — Графиня Лівія Серп'єрі
- 1957 — Людина в коротких штанцях / L'Amore più bello — Кароліна
- 1957 — Крик / The Cry — Ірма
- 1957 — Велика блакитна дорога / La Grande strada azzurra — Розетта, дружина Скуарчо
- 1958 — Цей сердитий вік (Гребля проти Тихого океану) / This Angry Age (Barrage contre le Pacifique)
- 1958 — Ювеліри місячного світла / Les Bijoutiers du clair de lune — Тітка Флорентіна
- 1960 — Очі без обличчя / Les Yeux sans visage — Луїза
- 1960 — Діалог кармеліток / Le Dialogue des Carmélites — мати Тереза з Сент-Огастін
- 1960 — Настільки довга відсутність / Une aussi longue absence — Тереза Ланглуа
- 1961 — Щасливі злодії / The Happy Thieves
- 1962 — Безлад / Il disordine — мати Карлоса
- 1962 — Вшановування за годину до сієсти / Homenaje a la hora de la siesta — Констанція Фішер
- 1962 — По всьому місту / Al otro lado de la ciudad
- 1962–1967 — В бою (серіал) / Combat! — Марія
- 1963 — Кастілець / El valle de las espadas — Тереза
- 1963 — Паперовий чоловічок / El hombre de papel
- 1963 — Офелія / Ophélia
- 1964 — Інша жінка / L'autre femme — Анабель
- 1964 — Доктор Кілдер / Dr. Kildare
- 1965 — Чорний гумор / Umorismo in nero
- 1967 — Цар Едіп / Edipo re — Меропа
- 1970 — Вискочень / Le champignon — Лінда Бенсон
- 1970 — Стратегія павука / Strategia del ragno — Драйф
- 1972 — Око в лабіринті / L'Occhio nel labirinto
- 1972 — Перша ніч супокою / La Prima notte di quiete — Марчелла Абаті
- 1973 — Будинок диявола / La Casa dell'esorcismo
- 1974 — Мама, я просто граю / No es nada, mamá, sólo un juego — Луїза
- 1974 — Антихрист / L'Anticristo — Ірен
- 1974 — Любий Дракула / Tendre Dracula
- 1975 — Двадцяте століття / Il Novecento — синьйора Пьоцці
- 1975 — Справа Рауля / Il caso Raoul
- 1975 — Цей милий Віктор / Ce cher Victor — Анна
- 1975 — Плоть орхідеї / La Chair de i'orchidee
- 1976 — Перевал Кассандри / The Cassandra Crossing
- 1976 — Солітер / Le jeu du solitaire — Жермен
- 1977 — Суспірія / Suspiria — Місс Таннер
- 1977 — З легким серцем / Un cuore semplice — Місіс Обін
- 1977 — Берлінгуер, я кохаю тебе / Berlinguer ti voglio bene — Місіс Чіоні
- 1978 — Монашка-вбивця / Suor Omicidi — ігуменя
- 1978 — Брудний світ / Porco mondo
- 1978 — Чудовий злочин / Indagine su un delitto perfetto — Леді Клементіна де Ревере
- 1979 — Зоопарк «Нуль» / Zoo zéro — Івон
- 1979 — Місяць / La Luna — мати Джузеппе
- 1980 — Пекло / Inferno — Керол, сторож
- 1981 — Сезон миру в Парижі / Sezona mira u Parizu
- 1981 — Падіння бунтівних ангелів / La caduta degli angeli ribelli — Беттіна
- 1982 — Заборонені сни / Sogni mostruosamente proibiti — Madre di Marina
- 1985 — Приховані секрети / Segreti segreti — Джина
- 1987 — Червона спідниця / Le jupon rouge — Бача
- 1988 — Ваш чоловік, що розкаявся / À notre regrettable époux — Катаріна
- 1990 — Любовний ритуал / Rito d'amore — Графиня Веррані
- 1990 — Альфонс / La bocca — Графиня Б'янка Роспігліосі
- 1993 — Довге мовчання / Il Lungo silenzio
- 1993 — Життя у брехні / Bugie rosse — Катеріна, мати, Андреа
- 1995 — Місяць біля озера / A Month by the Lake
- 1996 — Екран-вбивця / Fatal Frames
- 1999 — Солодкий шум життя / Il Dolce rumore della vita
- 2002 — Святий тиждень / Semana Santa — Дона Каталіна